# 10 de 7
El 10 de 7 és un castell de set pisos, amb deu castellers a cada pis. És un castell poc habitual.

## Història
Els Castellers de Vilafranca el van descarregar per primer cop el 19 d'abril de 2015 a la Diada del Graller; els Capgrossos de Mataró el van descarregar el 29 de maig de 2016 i els Castellers de Sants ho van fer el 13 de maig de 2017. Els Castellers de Vilafranca el van tornar a repetir al llarg de la temporada 2019, sovintejant-lo en el viatge que van fer a San Francisco a l'octubre, i finalment van descarregar el 10 de 8 el 27 d'octubre del 2019. La colla castellera universitària Arreplegats de la Zona Universitària també va descarregar-lo l'any 2024.

## Estadística
| Resultat              |
| --------------------- |
| Descarregat (D)       |
| Carregat (C)          |
| Intent (I)            |
| Intent desmuntat (ID) |

Actualitzat a 31 de desembre de 2024

### Nombre de vegades
Fins a l'actualitat, i en l'era moderna, 4 colles diferents han fet temptatives d'aquest castell. A continuació hi ha les seves dades estadístiques.
Llegenda
Ass.: assolit (descarregat + carregat)
No ass.: no assolit (intent + intent desmuntat)
Caig.: caigudes (carregat + intent)
| Colla                                | Resultats globals | Resultats globals | Resultats globals | Resultats globals | Total | Resultats parcials | Resultats parcials | Resultats parcials |
| Colla                                | D                 | C                 | I                 | ID                | Total | Ass.               | No ass.            | Caig.              |
| ------------------------------------ | ----------------- | ----------------- | ----------------- | ----------------- | ----- | ------------------ | ------------------ | ------------------ |
| Castellers de Vilafranca             | 7                 | 0                 | 0                 | 0                 | 7     | 7                  | 0                  | 0                  |
| Capgrossos de Mataró                 | 1                 | 0                 | 0                 | 0                 | 1     | 1                  | 0                  | 0                  |
| Castellers de Sants                  | 1                 | 0                 | 0                 | 0                 | 1     | 1                  | 0                  | 0                  |
| Arreplegats de la Zona Universitària | 1                 | 0                 | 0                 | 0                 | 1     | 1                  | 0                  | 0                  |
| Total                                | 10                | 0                 | 0                 | 0                 | 10    | 10                 | 0                  | 0                  |